# Holger Frederik Skeel
Holger Frederik (Friderich) Skeel (født 30. marts 1785 i København, død 16. september 1838 sammesteds) var en dansk jurist, far til V.S. Skeel.
Han var søn af amtmand Vilhelm Mathias Skeel og hustru, blev 1805 cand.jur., 1808 prøveprokurator, 1810 overretsprokurator, bosat i Slagelse, 1816 i Odense, hvor Skeel 1818 og 1819 var konstitueret rådmand, by- og herredsskriver. 1830 flyttede han til København, blev 1832 landsoverrets-, samt hof- og stadsretsprokurator, 1836 administrator for Det Skeel'ske Fideikommis, overtog 1837 Det Skeel'ske Majorat og blev samme år patron for Roskilde adelige Jomfrukloster.
Skeel ægtede 29. august 1809 i Slagelse Ida Elisabeth Høhling (16. december 1774 i København - 20. oktober 1843 sammesteds), datter af major Samuel Christopher Høhling og Else Christiane (Ortmann) Qvist.